# Hephaistion von Theben
Hephaistion von Theben (altgriechisch Ἡφαιστίων ὁ Θηβαῖος Hēphaistíōn ho Thēbaĩos; geboren am 26. November 380 in Alexandria) war ein spätantiker hellenistischer Astrologe.
Über sein Leben wissen wir weiter nichts. Seine Bedeutung liegt darin, dass von ihm unter dem Titel Apotelesmatika (Ἀποτελεσματικά, „Wirkungen“) ein astrologisches Kompendium in drei Büchern überliefert ist, in dem er die Lehren des Ptolemäus und des Dorotheos von Sidon zusammenfasst und in Einklang zu bringen sucht. Gegenstand von Buch I sind dabei die Grundlagen, Buch II behandelt die Genethlialogie und Buch III die Katarchai (Καταρχαί), also den richtigen Zeitpunkt zum Beginn einer Tätigkeit.
Die Apotelesmatika des Hephaistion sind neben dem Tetrabiblos des Ptolemäus von Umfang und Qualität der Überlieferung her unsere wichtigste Quelle für die hellenistische Astrologie. Dabei ist Hephaistion kein selbständiger Autor und gerade deshalb wertvoll, da er Ptolemäus seitenweise ab- und ausschreibt und so oft zur Klärung von Unklarheiten bei Ptolemäus beitragen kann. Was Dorotheos betrifft, dessen astrologisches Lehrgedicht nur fragmentarisch und in Übersetzungen von Übersetzungen überliefert ist, so ist Hephaistion die wichtigste Quelle. Neben seinen beiden Hauptquellen Ptolemäus und Dorotheos zitiert Hephaistion auch noch eine ganze Reihe teilweise sonst nur wenig überlieferter anderer Autoren, namentlich:
- Anubion (II, 5, 5)
- Antigonos von Nikaia (II, 1, 8; II, 18, 21–76)
- Antiochos von Athen (II, 1, 5; II, 10, 9; II, 10, 29)
- Apollinaris (II, 10, 9; II, 10, 29)
- Hipparchos (I, 1, 7, I, 1, 162)
- Kritodamos (II, 10, 41)
- Manetho (II, 4, 27; II, 11, 125)
- Nechepso (II, 11, 25; II, 18, 21; II, 18, 72; II, 21, 26)
- Odapsos (I, 1, 65; I, 1, 123; I, 1, 163; I, 1, 221)
- Pancharios (II, 11, 8; II, 11, 26; II, 11, 46; II, 11, 63; II, 11, 83)
- Petosiris (II, 1, 2; II, 11, 2; II, 18, 21; II, 22, 8; III, 10, 5)
- Porphyrios (II, 10, 23; II, 18, 15)
- Protagoras von Nikaia (III, 30, 37)
- Thrasyllos (II, 11, 57; II, 23, 13)

Der Text ist sowohl in einer vollständigen Fassung als auch in vier Auszügen (Epitome) überliefert. Pingrees Edition enthält in Band 2 auch die Auszüge.

## Ausgaben
- Erste Textausgabe: August Engelbrecht: Hephaistion von Theben und sein astrologisches Compendium. Ein Beitrag zur Geschichte der griechischen Astrologie. Carl Konegen, Wien 1887, Digitalisat.
- Kritische Ausgabe: David Pingree: Hephaestionis Thebani Apotelesmaticorum libri tres. 2 Bde. Teubner, Leipzig 1973/1974.
- Englische Übersetzung von I und II: Robert Schmidt (Übers.), Robert Hand (Einl.): Hephaistio of Thebes : Apotelesmatics, Book I. The Golden Hind Press, 1994. Hephaistio of Thebes : Apotelesmatics, Book II. The Golden Hind Press, 1998.
- Englische Übersetzung von III: Eduardo Gramaglia (Übers.), Benjamin Dykes (Hrsg.): Hephaistion of Thebes, Apotelesmatics: Book III: On Inceptions. Cazimi Press, Minneapolis, MN, 2013, ISBN 978-1-934586-40-2.